# Caivano
Caivano est une ville italienne d'environ 37 400 habitants située dans la ville métropolitaine de Naples en Campanie, dans le Sud de l'Italie.

## Administration
| Période                                  | Période | Identité | Étiquette | Qualité |
| ---------------------------------------- | ------- | -------- | --------- | ------- |
|                                          |         |          |           |         |
| Les données manquantes sont à compléter. |         |          |           |         |

### Hameaux
Casolla, Pascarola

### Communes limitrophes
Acerra, Afragola, Cardito, Crispano, Marcianise, Orta di Atella